# 5181 SURF
5181 SURF eller 1989 GO är en asteroid i huvudbältet som upptäcktes 7 april 1989 av den amerikanske astronomen Eleanor F. Helin vid Palomar-observatoriet. Den är uppkallad efter Summer Undergraduate Research Fellowship vid Caltech.
Asteroiden har en diameter på ungefär 6 kilometer och den tillhör asteroidgruppen Nysa.